# یواس‌اس تن (اس‌اس-۲۰۳)
یواس‌اس تن (اس‌اس-۲۰۳) (به انگلیسی: USS Tuna (SS-203)) یک زیردریایی بود که طول آن ۳۰۷ فوت ۲ اینچ (۹۳٫۶۲ متر) بود. این زیردریایی در سال ۱۹۴۰ ساخته شد.